# Gynoplistia forceps
Gynoplistia forceps är en tvåvingeart som beskrevs av Alexander 1931. Gynoplistia forceps ingår i släktet Gynoplistia och familjen småharkrankar. Inga underarter finns listade i Catalogue of Life.